# Frivolité
La frivolité est une dentelle de type dentelles nouées. Elles sont distinguées selon le procédé de fabrication et l’instrument utilisé : frivolité à la navette, à l’aiguille ou au crochet.
La frivolité, à la navette, à l'aiguille et au crochet, est inscrite à l'inventaire du Patrimoine culturel immatériel depuis 2020. 

## Caractéristiques
La frivolité se compose principalement d’anneaux et d’arceaux. Ceux-ci sont formés d'une série de nœuds qui coulissent sur un fil. Le nœud de base de la frivolité est un nœud double qui alterne un nœud endroit puis un nœud envers.
La frivolité permet de créer des napperons, des bijoux, des bordures ou bien même des vêtements entiers. Elle ne demande que quelques instruments peu coûteux et peu encombrants.

## Étymologie
Le mot frivolité fait référence en français à l’utilisation décorative de la dentelle obtenue.
En italien, le mot occhi est utilisé, qui désigne les "yeux" formés par les anneaux du travail. Ce terme a été repris en allemand, aux côtés du terme Schiffchenarbeit, "travail du petit bateau", où le petit bateau désigne en fait la navette.
Les pays orientaux emploient le terme makouk, correspondant à la navette utilisée lors du travail.

## Réalisation
Le fil utilisé dépend de la finalité de l’ouvrage ; des fils épais et sobrement colorés seront utilisés pour les galons d’ameublement, des fils de grosseur moyenne serviront pour les ornements destinés à l’habillement, et les fils les plus fins, et souvent blancs, sont réservés à la literie ou à la lingerie.

### Frivolité aux navettes ou dentelle aux navettes

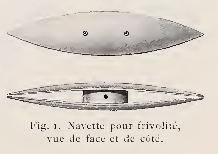
Navette pour frivolité

La frivolité réalisée à la navette nécessite le plus souvent une ou deux navettes. Celle-ci sert de réserve de fil et éventuellement de perles. Tout le travail s’exécute sur les doigts : le fil s’enroule autour d'une main et la dentellière forme les nœuds à l'aide de la navette avec l'autre main.
Plus que dans les autres techniques, le fil utilisé à la navette doit être solide et lisse pour coulisser facilement et résister à la tension du fil. Aussi la qualité de ce dernier est particulièrement importante, qu’il soit en coton, en soie ou en polyester.

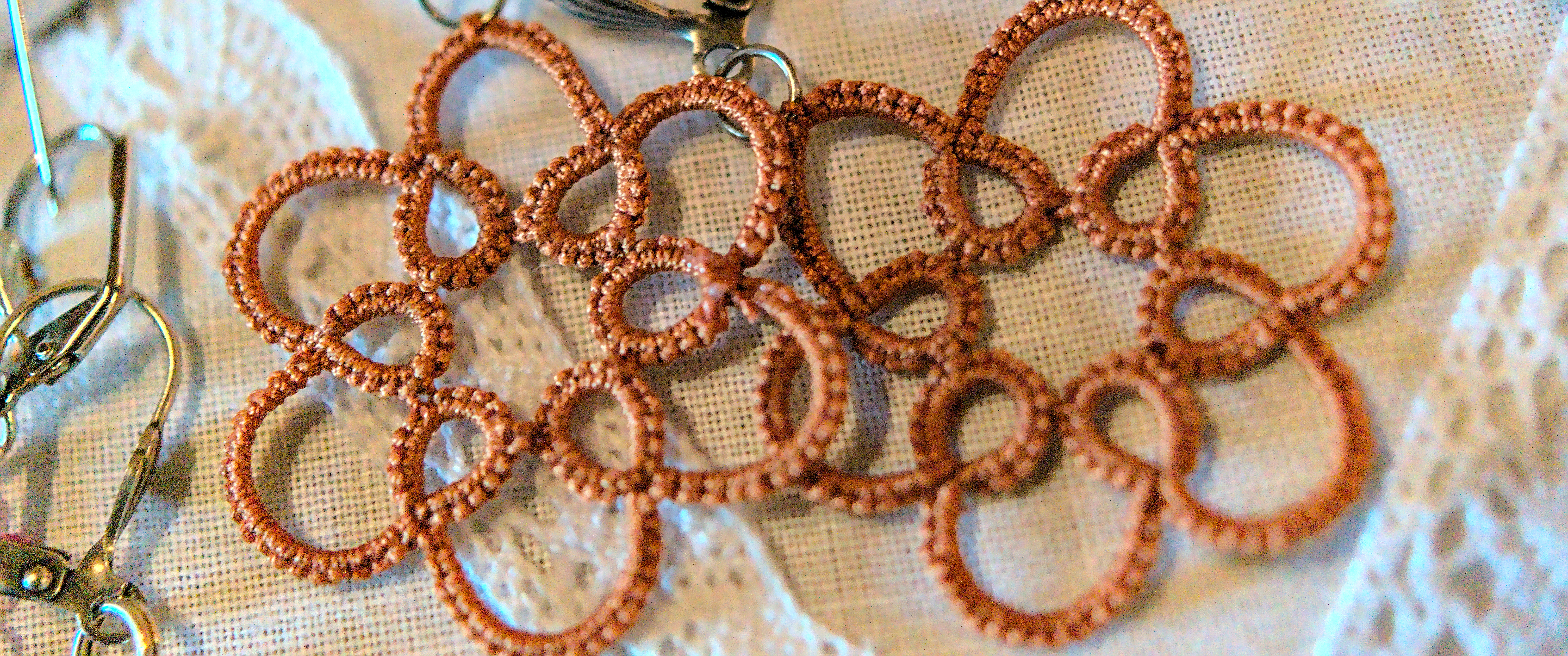
Boucles d’oreilles réalisées en frivolité à la navette

### Frivolité à l'aiguille
En frivolité à l’aiguille, on utilise une aiguille spécifique qui a la particularité d’être très longue et du même diamètre sur toute sa longueur. Une main tient l’aiguille tandis que l’autre enroule le fil sur l’aiguille. On tire ensuite l’aiguille pour y faire coulisser le fil de trame.

### Frivolité au crochet

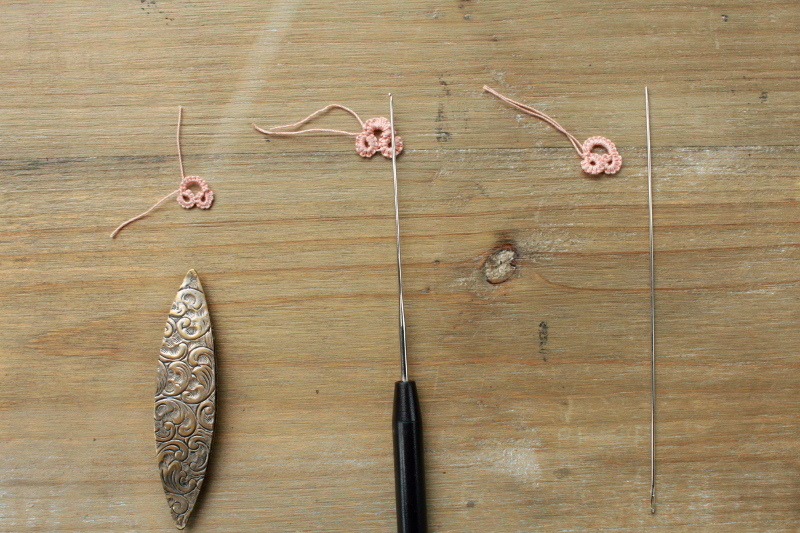
Navette, crochet et aiguille à frivolité

Comme pour la frivolité à l'aiguille, une main tient le crochet tandis que le fil est enroulé sur l’index de l’autre main. Il n'est pas possible de faire de frivolité au crochet avec un crochet ordinaire. Le crochet à frivolité dispose d’un embout long et de même diamètre sur toute sa longueur. Il ne permet pas de faire des arceaux.
Dans les années 1970 au Japon, Toshiko Takashima créé un crochet spécifique avec deux embouts (le crochet Takashima). Cela constitue une amélioration importante de la technique, car ainsi les arceaux sont réalisables.

## Histoire
Les techniques de nouage utilisées dans l'ornementation sont à l'origine de l'apparition de la frivolité. Les sources historiques montrent que dès le XVe siècle, les dames confectionnent des glands et des franges de passementerie par des nœuds qui font penser à des anneaux de frivolité. Ceux-ci étaient probablement réalisés à l'aide d'une aiguille à coudre.
D’après Edwige Renaudin, au XVIIIe siècle, cette pratique est uniquement désignée par l’expression « faire des nœuds ». Il s’agit alors de réaliser des chapelets de nœuds, qui sont ensuite appliqués sur des broderies, des fauteuils ou des rideaux. De larges navettes sont utilisées comme réserve de fil, comme en témoignent les nombreux portraits de la noblesse de cette époque. « Les navettes étaient alors en ivoire, en nacre, en écaille de tortue, en or ou en argent. La richesse du décor montrait le rang social. »
Après la Révolution, les navettes deviennent plus petites et les fils utilisés deviennent plus fins. C'est réellement au XIXe siècle que la frivolité apparaît ainsi que le mot lui-même. Au début du XIXe siècle, seul le nœud envers était connu. D’après Edwige Renaudin, en France la première publication qui présente le double nœud est publiée entre 1847 et 1849 (livrets de M. Sajou n° 16 et n° 17).
D’autre part, l’arceau et le raccord n’existaient pas. Les travaux de frivolité sont alors uniquement constitués d’anneaux et les éléments joints les uns aux autres par nouage. C’est Mlle Riego de La Branchardière, fille d’un noble français émigré en Angleterre qui popularise ces nouveautés techniques majeures. En 1861, elle présente le raccord des picots tel qu'ils sont connus aujourd’hui  . En 1865, elle invente l’arceau .
Des publications comme La Mode Illustrée en France publient des modèles pour la frivolité. Comme les bases techniques ne sont pas indiquées dans ces périodiques, des ouvrages de référence les enseignent (exemple : Leçons de couture : crochet, tricot, frivolité, guipure sur filet, passementerie et tapisserie en 1868, La Clef de tous les ouvrages de dames en 1865, ou encore Encyclopédie des ouvrages de dames de Thérèse de Dillmont en 1886).
Les nombreuses publications de la seconde moitié du XIXe siècle témoignent de la popularité de la frivolité. Elle permet de réaliser des passementeries qui sont à la mode. Parmi ces modèles anciens, de nombreuses bordures destinés à orner le linge et les vêtements.
Anne Orr invente l’anneau fendu qu'elle montre dans différentes publications entre 1923 et 1940. Il y a plusieurs livrets de modèles jusqu’à la Première Guerre mondiale, puis la pratique tombe quelque peu dans l’oubli. Il faut attendre les années 1970 pour qu’un peu plus de personnes s’y intéressent. Mais bien plus encore depuis les années 1990 avec le développement des bijoux en frivolité. Des perles se trouvent dans quelques modèles de frivolité du XIXe siècle. La reine Marie de Roumanie utilisait des pierres précieuses dans des ouvrages ecclésiastiques. Mais cette pratique reste relativement rare. Ce n'est que dans les années 1990 en Russie, que les bijoux se développent grâce à Angelina Rozanova et sa fille Ekaterina (Rina) Stepnaya qui forment avec leurs élèves un groupe connu sous le nom de « Ankars ». Elles innovent et mettent au point des techniques permettant de créer des bijoux. Cette évolution vers la création de bijoux a permis d’intéresser plus de personnes à la pratique de la dentelle de frivolité.